# Simona Vinci
Simona Vinci är en italiensk författare som bor i Budrio , Bologna .